# Pelecanimimus
Pelecanimimus is een geslacht van uitgestorven theropode dinosauriërs, behorend tot de groep van de Maniraptoriformes, dat tijdens het Vroeg-Krijt leefde in het gebied van het huidige Spanje. De enige benoemde soort is Pelecanimimus polyodon.
Het eerste en tot nu toe enige fossiel van Pelecanimimus werd in 1993 gevonden. Het dier kreeg in 1994 zijn naam die 'pelikaannabootser' betekent. Het fossiel bestaat alleen uit de voorste helft van het dier. Een grote zeldzaamheid is dat ook resten van huid en spieren bewaard zijn gebleven.
Pelecanimimus werd ruim twee meter lang. Hij liep op zijn achterpoten en had een lange nek en lange armen. Zijn kop was heel plat, spits en langwerpig. De resten van een keelzak zijn onder de kop zichtbaar. Er stonden ongeveer tweehonderdtwintig kleine tanden in de kaken, meer dan er ooit bij enige andere theropode gevonden zijn. De wetenschappers zijn het er niet over eens waarvoor die tanden dienden. Wat Pelecanimimus at, is een raadsel. De meeste andere soorten van de groep nauwste verwanten van Pelecanimimus, de Ornithomimosauria, hebben helemaal geen tanden meer. De soort is de eerste aftakking binnen de stamboom van die groep en verschaft zo belangrijke informatie over haar vroege evolutie.

## Vondst en naamgeving
In juli 1993 werd door Armando Díaz Romeral in de Las Hoyas Unit 3-vindplaats, een Konservat-Lagerstätte in de provincie Cuenca, het skelet gevonden van een theropode. De typesoort Pelecanimimus polyodon werd in 1994 benoemd en beschreven door Bernardino Pérez Pérez-Moreno, José Luis Sanz, Angela Buscalioni, José Moratalla, Francisco Ortega en Diego Rasskin-Gutman. De geslachtsnaam is afgeleid van het Latijnse Pelecanus, 'pelikaan' en mimus (vanuit het Griekse μῖμος), 'nabootser', aangezien de soort een lange snuit en een keelzak toont als bij een pelikaan. De soortaanduiding is afgeleid van het Klassiek Griekse πολύς, polys, 'veel' en ὀδών, odoon, 'tand', een verwijzing naar de grote hoeveelheid tanden in de kaken — de naamgevers gaven overigens aan dat ze het van de gebruikelijker vorm ὀδούς afleidden, wat echter 'polyodus' opgeleverd zou hebben.
Het holotype LH 7777 is gevonden in kalksteenlagen van de Calizas de La Huerguina-formatie die dateren uit het late Barremien, ongeveer 125 miljoen jaar oud. Het bestaat uit de voorkant van een skelet inclusief schedel, onderkaken, tongbeen, nek, het grootste deel van de ruggengraat, ribben, de schoudergordel, de borstbeenderen en de voorpoten. Het fossiel ligt in verband maar is samengedrukt op een steenplaat en tegenplaat. Diezelfde omstandigheid heeft echter ook bij dit specimen de zeldzaam gave conservering veroorzaakt waar de Las Hoyas-Lagerstätte om beroemd is: belangrijke resten van de weke delen zijn bewaard gebleven. Om die te bewaren heeft men ervoor gekozen de tegenplaat niet volledig uit te prepareren. De daardoor extra belangwekkende vondst werd echter oorspronkelijk maar kort beschreven omdat hij gepubliceerd werd in het gerenommeerde blad Nature dat sterke beperkingen oplegt aan de lengte van een artikel; in 2004 werd de soort veel uitgebreider beschreven in een dissertatie van Pérez Pérez-Moreno die, helaas, nog niet gepubliceerd is.
In 2021 werd het skelet meer in detail beschreven.

## Beschrijving

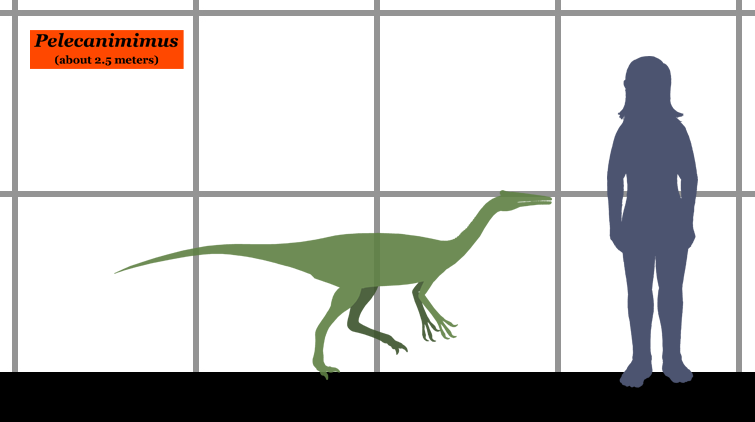
Een vergelijking in grootte met een mens

Pelecanimimus is een vrij kleine ornithomimosauriër. De beschrijvers schatten de lengte op twee à tweeënhalve meter. In 2010 gaf Gregory S. Paul een schatting van tweeënhalve meter lengte en een gewicht van dertig kilogram. Voor zover uit het fossiel valt op te maken, heeft Pelecanimimus de typische ornithomimosaurische vorm met een platte langwerpige kop, lange hals en lange voorpoten.

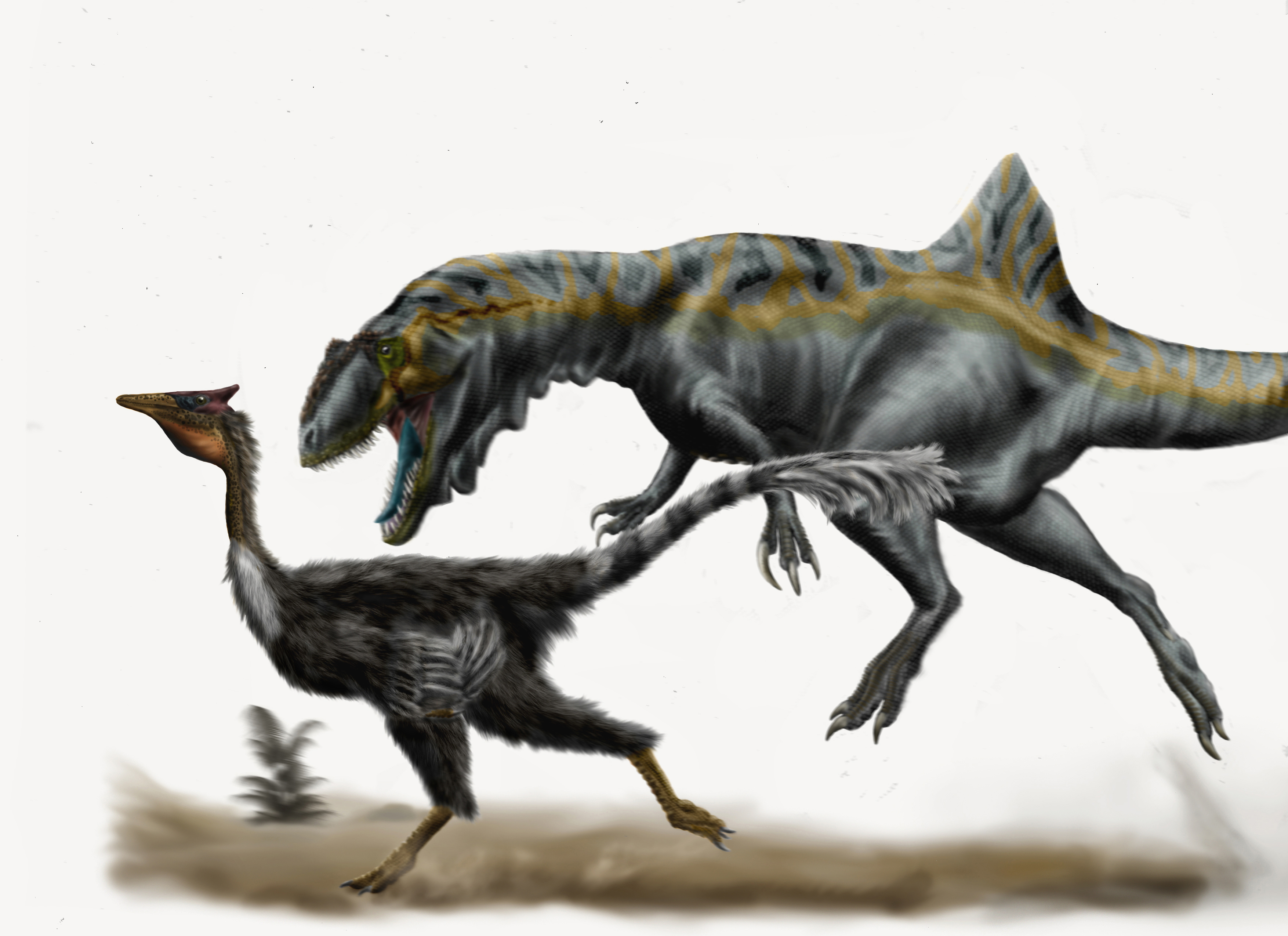
Palecanimimus wordt aangevallen door Concavenator

De beschrijvers gaven enkele onderscheidende eigenschappen aan maar de meeste daarvan bleken achteraf ook bij verwanten voor te komen. Behalve in een combinatie van op zich niet unieke eigenschappen onderscheidt Pelecanimimus zich naar huidige inzichten alleen door de enorme hoeveelheid tanden, het grootste aantal dat ooit bij de Theropoda is aangetroffen.
De schedel van Pelecanimimus is zeer plat en langwerpig met een bijzonder spitse wigvormige snuit. De lengte van de kop is ongeveer negentien centimeter; de achterkant is vier à vijf centimeter hoog. Door de afplatting van de snuit is de praemaxilla maar een klein element dat een naar achter hellend spleetvormig neusgat van onderen begrenst. De maxilla is veel langer, ofschoon ook sterk afgeplat; achteraan omvat het een lange wigvormige kleine schedelopening, de fenestra maxillaris. Die ligt voor een veel grotere schedelopening, de fenestra antorbitalis, waarvan het jukbeen een groot gedeelte van de onderrand uitmaakt hoewel de voorrand er niet door bereikt wordt. De fenestra antorbitalis is van de grote oogkas gescheiden door een vrij breed naar achteren hellend traanbeen dat bovenaan uitloopt in een klein hoorntje vóór het oog. De onderkaken zijn langwerpig en zeer plat met een lange zijdelingse opening en een rechte onderkant.
Zeer opvallend is de tandvorm bij Pelecanimimus. In de praemaxilla van de bovenkaak staan zeven tanden die vrij recht zijn en D-vormig in doorsnede zonder kartelingen. Alle andere theropoden hebben geen, vier of vijf tanden in de praemaxilla. In de maxilla staat een dertigtal tanden maar alleen in het voorste derde deel van het element; het achterste deel vormt een scherpe snijrand. Naar achteren toe worden de tanden kleiner en platter en krijgen voorste en achterste snijranden, hoewel de kartelingen blijven ontbreken. In de onderkaak staan meer tanden, ongeveer vijfenzeventig en ook verder naar achteren waarbij ze geleidelijk in grootte afnemen. Alle tanden zijn in absolute zin klein en hebben een ingesnoerde tandhals. Interdentaalplaten aan hun achterkant ontbreken. Het totaal in beide boven- en onderkaken bedraagt ongeveer tweehonderdtwintig — en dat terwijl de meeste Ornithomimosauria tandeloos zijn.
Het tongbeen is een zeldzaam bewaard element. Het is V-vormig met de punt naar voren gericht en heeft een derde van de lengte van de schedel. De nek is ongeveer veertig centimeter lang en de nekribben zijn niet vergroeid met de wervellichamen van de tien halswervels. De wervels van de nek en de romp zijn platycoel, met vlakke of licht holle voor- en achterkanten en missen pleurocoelen, zijdelingse uithollingen.
De tot een enkel sternum vergroeide borstbeenderen zijn volledig verbeend, een zeldzaamheid onder de Ornithomimosauria. Het ravenbeksbeen heeft vooraan een groot acrocoracoïde uitsteeksel en een evenzeer goed ontwikkeld achterste uitsteeksel. Het opperarmbeen is erg recht. Het spaakbeen en de ellepijp sluiten nauw bij elkaar aan en de beschrijvers vermoedden hier een syndesmose, een permanent in dezelfde positie gehouden worden door een kapsel. De pols toont vijf handwortelbeentjes. De drie middenhandsbeenderen zijn hecht aaneengesloten; het middelste is het langste, het derde is iets korter, het eerste heeft eenentachtig procent van de lengte van het tweede. De vingers zijn ongeveer even lang en lopen evenwijdig aan elkaar, zodat de hand als geheel als een haak gefunctioneerd kan hebben. De vingerkootjes hebben onderling scharniergewrichten. Het eerste kootje van de eerste vinger is het langste element in de hand; in de derde vinger is het derde kootje het langst met een grotere lengte dan het eerst een tweede bij elkaar. De handklauwen zijn vrij recht met slechts een lichte kromming; de richels als aanhechting voor de pezen van de buigspieren zijn zwak ontwikkeld.
Bijna het hele fossiel wordt omgeven door omzettingsresten van de weke delen die zo min of meer de contouren van het levende dier tonen. Achter op de schedel lijkt een korte driehoekige naar achteren stekende schedelkam zichtbaar te zijn. Onder de keel is een keelzak te zien. Op de verdere hals en achter het opperarmbeen en rond de elleboog troffen de beschrijvers vezelvormige structuren aan die loodrecht op de hoofdrichting van de beenderen stonden. Er was een duidelijke hoofdstructuur te zien van evenwijdig lopende vezels en een zwakkere, eveneens parallel gerichte, secundaire structuur. Dit werd in eerste instantie geïnterpreteerd als de overblijfselen van een lichaamsbedekking. In 1997 echter wees een nadere studie uit dat op grote stukken naakte en gerimpelde huid zichtbaar waren, zonder enige lichaamsbedekking. Hierop werd geconcludeerd dat het bij de vezelstructuren wel om spierweefsel zou gaan dat na het bedekt raken door sediment snel gemineraliseerd zou zijn zodat de spiervezels als versteende pseudomorfen bewaard zouden zijn gebleven. In 2009 werd ook dat weer in twijfel getrokken: Darren Naish wees erop dat het bezit van een primitief verenkleed bij Pelecanimimus waarschijnlijk was en dat de stukken huid ook geen schubben tonen en dus plekken vertegenwoordigen waar alle hoornstof vergaan was zonder dat daar nog vastgesteld kan worden welke vorm die aannam; dat de dieren werkelijk volledig naakt zouden zijn geweest, achtte hij onwaarschijnlijk.

## Fylogenie
Pelecanimimus is door de beschrijvers in de Ornithomimosauria geplaatst als per definitie meest basale lid van die groep. Dit komt overeen met de Ornithomimidae sensu Sereno. De basale plaatsing is conform de meer oorspronkelijke bouw van de soort en zijn hoge leeftijd: de meeste ornithomimosauriërs zijn bekend uit het Boven-Krijt. Het is ook de enige ornithomimosauriër die bekend is uit Europa. Philippe Taquet heeft in 1998 verondersteld dat Pelecanimimus een lid van de Spinosauridae zou kunnen zijn, maar dat wordt tegenwoordig algemeen afgewezen: de overeenkomsten in schedelvorm worden nu herkend als oppervlakkig en toevallig.
Een kladogram dat de positie van Pelecanimimus in de stamboom aangeeft, is het volgende:
|         | Struthiomimus                                                |
|         |                                                              |
|         | Gallimimus                                                   |
|         |                                                              |
| unnamed | \| \| Ornithomimus \| \| \| \| \| \| Anserimimus \| \| \| \| |
|         | \| \| Ornithomimus \| \| \| \| \| \| Anserimimus \| \| \| \| |
|         | Ornithomimus                                                 |
|         |                                                              |
|         | Anserimimus                                                  |
|         |                                                              |

|  | Ornithomimus |
|  |              |
|  | Anserimimus  |
|  |              |

|         | Struthiomimus                                                |
|         |                                                              |
|         | Gallimimus                                                   |
|         |                                                              |
| unnamed | \| \| Ornithomimus \| \| \| \| \| \| Anserimimus \| \| \| \| |
|         | \| \| Ornithomimus \| \| \| \| \| \| Anserimimus \| \| \| \| |
|         | Ornithomimus                                                 |
|         |                                                              |
|         | Anserimimus                                                  |
|         |                                                              |

|  | Ornithomimus |
|  |              |
|  | Anserimimus  |
|  |              |

|         | Struthiomimus                                                |
|         |                                                              |
|         | Gallimimus                                                   |
|         |                                                              |
| unnamed | \| \| Ornithomimus \| \| \| \| \| \| Anserimimus \| \| \| \| |
|         | \| \| Ornithomimus \| \| \| \| \| \| Anserimimus \| \| \| \| |
|         | Ornithomimus                                                 |
|         |                                                              |
|         | Anserimimus                                                  |
|         |                                                              |

|  | Ornithomimus |
|  |              |
|  | Anserimimus  |
|  |              |

|         | Struthiomimus                                                |
|         |                                                              |
|         | Gallimimus                                                   |
|         |                                                              |
| unnamed | \| \| Ornithomimus \| \| \| \| \| \| Anserimimus \| \| \| \| |
|         | \| \| Ornithomimus \| \| \| \| \| \| Anserimimus \| \| \| \| |
|         | Ornithomimus                                                 |
|         |                                                              |
|         | Anserimimus                                                  |
|         |                                                              |

|  | Ornithomimus |
|  |              |
|  | Anserimimus  |
|  |              |

|         | Struthiomimus                                                |
|         |                                                              |
|         | Gallimimus                                                   |
|         |                                                              |
| unnamed | \| \| Ornithomimus \| \| \| \| \| \| Anserimimus \| \| \| \| |
|         | \| \| Ornithomimus \| \| \| \| \| \| Anserimimus \| \| \| \| |
|         | Ornithomimus                                                 |
|         |                                                              |
|         | Anserimimus                                                  |
|         |                                                              |

|  | Ornithomimus |
|  |              |
|  | Anserimimus  |
|  |              |

|         | Struthiomimus                                                |
|         |                                                              |
|         | Gallimimus                                                   |
|         |                                                              |
| unnamed | \| \| Ornithomimus \| \| \| \| \| \| Anserimimus \| \| \| \| |
|         | \| \| Ornithomimus \| \| \| \| \| \| Anserimimus \| \| \| \| |
|         | Ornithomimus                                                 |
|         |                                                              |
|         | Anserimimus                                                  |
|         |                                                              |

|  | Ornithomimus |
|  |              |
|  | Anserimimus  |
|  |              |

|         | Struthiomimus                                                |
|         |                                                              |
|         | Gallimimus                                                   |
|         |                                                              |
| unnamed | \| \| Ornithomimus \| \| \| \| \| \| Anserimimus \| \| \| \| |
|         | \| \| Ornithomimus \| \| \| \| \| \| Anserimimus \| \| \| \| |
|         | Ornithomimus                                                 |
|         |                                                              |
|         | Anserimimus                                                  |
|         |                                                              |

|  | Ornithomimus |
|  |              |
|  | Anserimimus  |
|  |              |

|         | Struthiomimus                                                |
|         |                                                              |
|         | Gallimimus                                                   |
|         |                                                              |
| unnamed | \| \| Ornithomimus \| \| \| \| \| \| Anserimimus \| \| \| \| |
|         | \| \| Ornithomimus \| \| \| \| \| \| Anserimimus \| \| \| \| |
|         | Ornithomimus                                                 |
|         |                                                              |
|         | Anserimimus                                                  |
|         |                                                              |

|  | Ornithomimus |
|  |              |
|  | Anserimimus  |
|  |              |

|         | Struthiomimus                                                |
|         |                                                              |
|         | Gallimimus                                                   |
|         |                                                              |
| unnamed | \| \| Ornithomimus \| \| \| \| \| \| Anserimimus \| \| \| \| |
|         | \| \| Ornithomimus \| \| \| \| \| \| Anserimimus \| \| \| \| |
|         | Ornithomimus                                                 |
|         |                                                              |
|         | Anserimimus                                                  |
|         |                                                              |

|  | Ornithomimus |
|  |              |
|  | Anserimimus  |
|  |              |

|         | Struthiomimus                                                |
|         |                                                              |
|         | Gallimimus                                                   |
|         |                                                              |
| unnamed | \| \| Ornithomimus \| \| \| \| \| \| Anserimimus \| \| \| \| |
|         | \| \| Ornithomimus \| \| \| \| \| \| Anserimimus \| \| \| \| |
|         | Ornithomimus                                                 |
|         |                                                              |
|         | Anserimimus                                                  |
|         |                                                              |

|  | Ornithomimus |
|  |              |
|  | Anserimimus  |
|  |              |

|         | Struthiomimus                                                |
|         |                                                              |
|         | Gallimimus                                                   |
|         |                                                              |
| unnamed | \| \| Ornithomimus \| \| \| \| \| \| Anserimimus \| \| \| \| |
|         | \| \| Ornithomimus \| \| \| \| \| \| Anserimimus \| \| \| \| |
|         | Ornithomimus                                                 |
|         |                                                              |
|         | Anserimimus                                                  |
|         |                                                              |

|  | Ornithomimus |
|  |              |
|  | Anserimimus  |
|  |              |

|         | Struthiomimus                                                |
|         |                                                              |
|         | Gallimimus                                                   |
|         |                                                              |
| unnamed | \| \| Ornithomimus \| \| \| \| \| \| Anserimimus \| \| \| \| |
|         | \| \| Ornithomimus \| \| \| \| \| \| Anserimimus \| \| \| \| |
|         | Ornithomimus                                                 |
|         |                                                              |
|         | Anserimimus                                                  |
|         |                                                              |

|  | Ornithomimus |
|  |              |
|  | Anserimimus  |
|  |              |

|         | Struthiomimus                                                |
|         |                                                              |
|         | Gallimimus                                                   |
|         |                                                              |
| unnamed | \| \| Ornithomimus \| \| \| \| \| \| Anserimimus \| \| \| \| |
|         | \| \| Ornithomimus \| \| \| \| \| \| Anserimimus \| \| \| \| |
|         | Ornithomimus                                                 |
|         |                                                              |
|         | Anserimimus                                                  |
|         |                                                              |

|  | Ornithomimus |
|  |              |
|  | Anserimimus  |
|  |              |

|         | Struthiomimus                                                |
|         |                                                              |
|         | Gallimimus                                                   |
|         |                                                              |
| unnamed | \| \| Ornithomimus \| \| \| \| \| \| Anserimimus \| \| \| \| |
|         | \| \| Ornithomimus \| \| \| \| \| \| Anserimimus \| \| \| \| |
|         | Ornithomimus                                                 |
|         |                                                              |
|         | Anserimimus                                                  |
|         |                                                              |

|  | Ornithomimus |
|  |              |
|  | Anserimimus  |
|  |              |

|         | Struthiomimus                                                |
|         |                                                              |
|         | Gallimimus                                                   |
|         |                                                              |
| unnamed | \| \| Ornithomimus \| \| \| \| \| \| Anserimimus \| \| \| \| |
|         | \| \| Ornithomimus \| \| \| \| \| \| Anserimimus \| \| \| \| |
|         | Ornithomimus                                                 |
|         |                                                              |
|         | Anserimimus                                                  |
|         |                                                              |

|  | Ornithomimus |
|  |              |
|  | Anserimimus  |
|  |              |

|         | Struthiomimus                                                |
|         |                                                              |
|         | Gallimimus                                                   |
|         |                                                              |
| unnamed | \| \| Ornithomimus \| \| \| \| \| \| Anserimimus \| \| \| \| |
|         | \| \| Ornithomimus \| \| \| \| \| \| Anserimimus \| \| \| \| |
|         | Ornithomimus                                                 |
|         |                                                              |
|         | Anserimimus                                                  |
|         |                                                              |

|  | Ornithomimus |
|  |              |
|  | Anserimimus  |
|  |              |

## Levenswijze

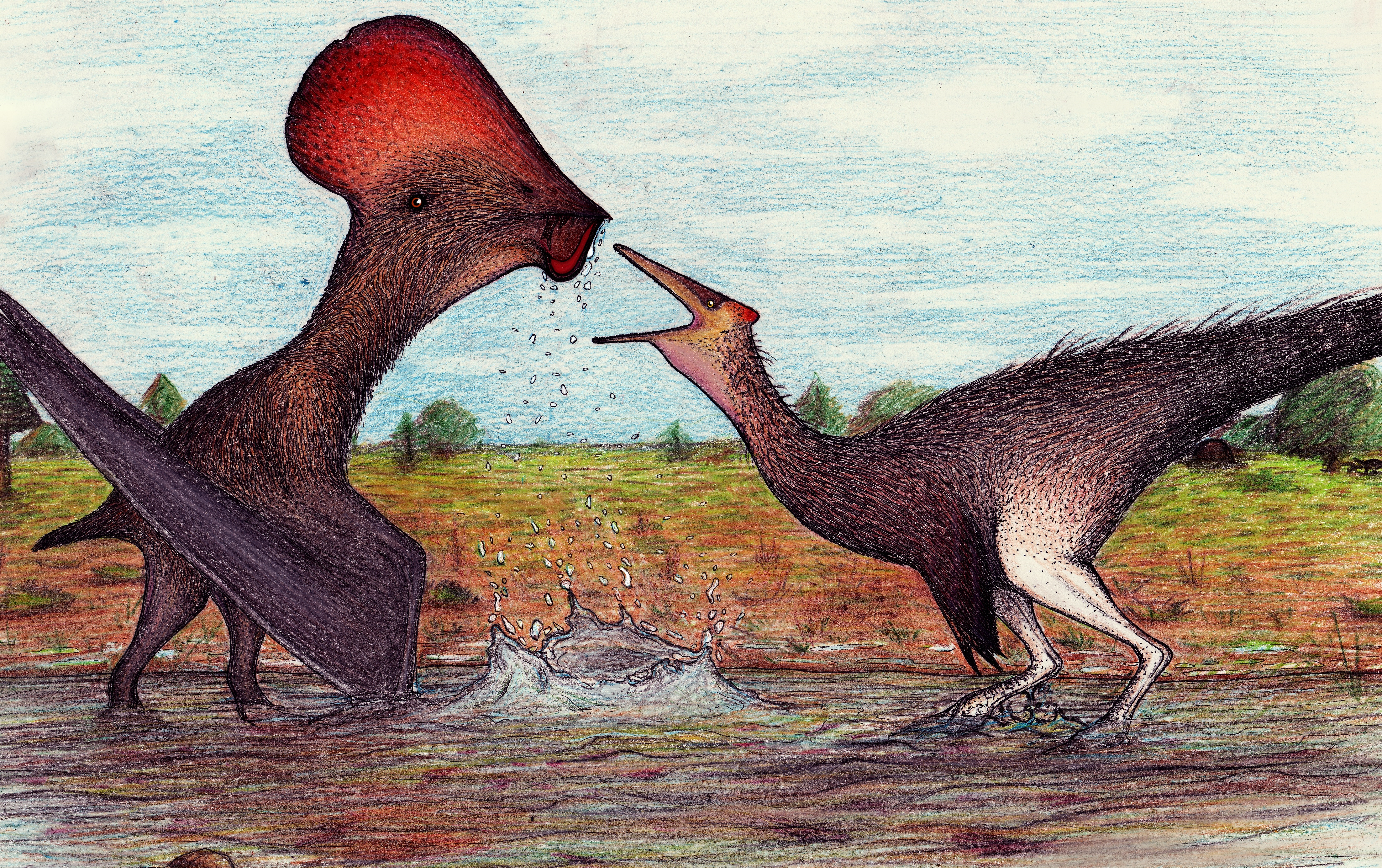
Pelecanimimus in conflict met Europejara over kreeftjes

De levenswijze van Ornithomimosauria in het algemeen is raadselachtig. De meeste soorten zijn tweevoeters met zeer lange achterpoten, lange geklauwde armen, een lange nek en een langwerpige tandeloze kop. Het is niet duidelijk op welke voedselbron deze aanpassingen duiden. Kennelijk werden perioden van snelle verplaatsing afgewisseld met een intensief foerageren waarin in korte tijd veel hoogwaardig voedsel in kleine hoeveelheden per hap konden worden vergaard. Verschillende mogelijkheden zijn voor hun niche geopperd: jagers van kleine dieren, alleseters of gespecialiseerde planteneters. De vondst van de basale Pelecanimimus die ons een blik op de vroege evolutie van de groep verschaft, had hierover uitsluitsel kunnen geven maar heeft in feite het raadsel slechts vergroot. Wegens de keelzak is wel verondersteld dat Pelecanimimus een viseter was maar dergelijke structuren zouden zeer wel bij andere vleeseters of planteneters kunnen voorkomen en hadden daarbij misschien niets met het dieet van doen als ze dienden als pronkorgaan. Het gebit is daarbij niet typisch voor een piscivoor. Sanz dacht dat de vele kleine tanden samen een scherpe snijrand vormden die een voorloper was van de vermoedelijk van een scherpe snavel voorziene kaken bij de latere vormen. Waarvoor die rand dan diende, is weer onzeker. Een alternatief is dat met de kleine tandjes kreeftjes uit het water werden gefilterd maar daar zijn ze eigenlijk te kort voor.